# Malá Chochuľa
Malá Chochuľa (1720 m) – szczyt w zachodniej części Niżnych Tatr na Słowacji, drugi co do wysokości w masywie Prašivej.

## Topografia
Leży w głównym grzbiecie wododziałowym Niżnych Tatr, ok. 2,8 km na północny wschód od Przełęczy Hiadelskiej (słow. Hiadelské sedlo) i ok. 1,2 km na południowy zachód od szczytu Veľkiej Chochuli. Od szczytu Malej Chochuli w kierunku północno-zachodnim odgałęzia się boczny grzbiet zwany Skorušová, rozdzielający dwie dolinki: Skorušový úplaz, dnem którego spływa Skorušovský potok i Pustá, dnem której spływa potok  Medokýš (obydwa są dopływami Korytnicy). Południowo-wschodni grzbiet opadający do górnej części Sopotnickiej Doliny jest łagodniejszy. Wcinają się w niego dolinki dwóch dopływów Sopotnicy; potoku Studenec i drugiego bezimiennego.  

## Charakterystyka
Szczyt, porośnięty roślinnością trawiastą, stanowi pierwszą – licząc od południowego zachodu – kulminację długiego na blisko 2,5 km, wygiętego lekko ku północnemu zachodowi odcinka głównego grzbietu niżnotatrzańskiego, ograniczonego na północnym wschodzie wzniesieniem zwanym Košarisko (1695 m). Stoki opadające do dolinek Skorušový úplaz i Pustá są trawiaste i bardzo strome, zimą schodzą nimi lawiny.

## Turystyka
Szczyt Malej Chochuli nie jest sam w sobie celem wycieczek. Tym niemniej jest on bardzo często odwiedzany, gdyż biegnie przezeń (i grzbietem całego masywu Prašivej) czerwony, dalekobieżny szlak turystyczny (Cesta hrdinov SNP).
  odcinek: Donovaly – Kečka – Hadliarka – sedlo Hadlanka – Kozí chrbát – Przełęcz Hiadelska – Prašivá – Malá Chochuľa – Veľká Chochuľa – Košarisko